# Periclimenaeus crassipes
Periclimenaeus crassipes is een garnalensoort uit de familie van de Palaemonidae. De wetenschappelijke naam van de soort is voor het eerst geldig gepubliceerd in 1939 door Calman.